# ТЭС Нейвели
Нейвели ТЭЦ (англ. Neyveli Thermal Power Station) — ряд электростанций, расположенных вблизи буроугольных шахт Нейвели в округе Куддалор. Состоит из двух отдельных блоков (Neyveli Thermal Power Station I и Neyveli Thermal Power Station II), способных производить 1020 МВт и 1,970 МВт соответственно. Управляется NLC India Limited. Общая установленная мощность этой станции составляет 2990 МВт состоянию на декабрь 2014 года.

## Станция Нейвели 1
Neyveli Thermal Power Station I имеет конфигурацию 600 МВт (6х50-МВт единицы и 3x100-единицы МВт). Все эти подразделения были введены в эксплуатацию в период с мая 1962 по сентябрь 1970. Она оснащена котлами от Таганрогского металлургического завода, турбинами ЛМЗ и генераторами от Электросилы, импортируемых из СССР. Планировалось, что Нейвели 1 будет выведена из эксплуатации между 2011 и 2014 годами, однако в 2011 году срок эксплуатации был продлен на пять лет. 20 мая 2014 произошла авария, погиб один инженер и ранены 5 человек. Двое из них скончались позднее в больнице.

## Станция Нейвели 2
Станция Нейвели 2 имеет конфигурацию 1470 МВт (7x210 МВт) и была построена в два этапа. На первом этапе в период с марта 1986 по март 1988 года были введены в эксплуатацию три энергоблока мощностью 210 МВт каждый. Котлы были поставлены Ganz-Danubius, а генераторы — Франко Този. На втором этапе с марта 1991 по июнь 1993 года были добавлены четыре единицы той же мощности, поставляемые Bharat Heavy Electricals.